# رقیلات
رقیلات یک منطقهٔ مسکونی در امارات متحده عربی است که در فجیره واقع شده‌است. رقیلات ۲۰ متر بالاتر از سطح دریا واقع شده‌است.